# Il metodo Fenoglio - L'estate fredda
Il metodo Fenoglio - L'estate fredda è una serie televisiva drammatica italiana trasmessa in prima serata su Rai 1 dal 27 novembre all'11 dicembre 2023. È creata da Gianrico Carofiglio, che ha anche firmato la sceneggiatura insieme ad Antonio Leotti, Doriana Leondeff e Oliviero Del Papa, diretta da Alessandro Casale, prodotta da Clemart in collaborazione con Rai Fiction e Latina Film Commission ed ha come protagonista Alessio Boni. È tratta dai romanzi dello scrittore Gianrico Carofiglio, editi da Einaudi.

## Trama
Bari, 1991. Il maresciallo piemontese Pietro Fenoglio, che presta servizio da dieci anni a Bari, è uno dei militari del nucleo operativo con il compito di indagare sulla Sacra Corona Unita a seguito di un incendio doloso presso il Teatro Petruzzelli.

## Episodi
| Stagione       | Episodi | Prima TV |
| -------------- | ------- | -------- |
| Prima stagione | 8       | 2023     |

## Personaggi e interpreti
- Pietro Fenoglio, interpretato da Alessio Boni. 
 È il maresciallo che viene trasferito dal Piemonte a Bari, dove presta servizio da circa dieci anni.
- Antonio Pellecchia, interpretato da Paolo Sassanelli. 
 È l'appuntato dei Carabinieri e braccio destro di Fenoglio.
- Gemma D'Angelo, interpretata da Giulia Vecchio. È 
 la nuova PM di Bari arrivata da Locri.
- Serena Morandi, interpretata da Giulia Bevilacqua. 
 È la compagna di Fenoglio e insegnante di Lettere.
- Montemurro, interpretato da Francesco Centorame. 
 È un carabiniere che lavora nella squadra di Fenoglio e Pellecchia.
- Grandolfo, interpretato da Alessandro Carbonara.
Altro carabiniere che lavora con Fenoglio.
- Quinto Valente, interpretato da Francesco Foti. 
 È un colonnello dei Carabinieri, superiore di Fenoglio.
- Guglielmo Savicchio, interpretato da Pio Stellaccio.
- Dottor Cutrone, interpretato da Gianpiero Borgia.
Commissario della scientifica.
- Vito Lopez, interpretato da Michele Venitucci. È un giovane proveniente dalla piccola borghesia, il quale manifesta una violenza fuori dal comune. È il braccio destro del boss Nicola Grimaldi.
- Nicola Grimaldi, interpretato da Marcello Prayer. 
 È il boss più potente di Bari, rivale dei Saponaro.
- Tania Grimaldi, interpretata da Bianca Nappi. 
 È la moglie del boss Nicola.
- Dottoressa Bermond, interpretata da Betty Pedrazzi.
Medico legale.
- Michele Capocchiani, interpretato da Mario Sapia.
Uomo di Grimaldi ucciso nel corso della faida.
- Ketty Pellecchia, interpretata da Alice Azzariti.
Figlia dell’appuntato Antonio Pellecchia.
- Rosa Lopez, interpretata da Giulia Petrungaro.
 Moglie di Vito Lopez.
- Albino, interpretato da Nicola Rignanese. 
 È il proprietario di un bar e informatore di Fenoglio.
- Enzo Trani, interpretato da Giuseppe Loconsole.
 Luogotenente di Grimaldi.
- Paolo Fornelli, interpretato da Giuseppe Cristiano. 
Studente universitario sospettato di un omicidio.
- Madre di Paolo Fornelli, interpretata da Giusy Frallonardo.
- Damiano Grimaldi, interpretato da Samuele Carrino.
Figlio di Nicola Grimaldi.
- Madre di Gemma D’Angelo, interpretata da Anna Ferruzzo.
- Marilisa, interpretata da Benedetta Pati.
Fidanzata di Grandolfo.
- Marco Lorusso, interpretato da Daniele Mariani.
Avvocato che sta per candidarsi a sindaco di Bari; è una vecchia conoscenza della PM D’Angelo.
- Giusy, interpretato da Sara Putignano. 
Amica e collega di Gemma.
- Valerio, interpretato da Luca Avagliano. 
Marito di Giusy che fa il giornalista.
- Giulio Castellaneta, interpretato da Angelo Tanzi. 
Giudice confidente della Pm D’Angelo.

## Produzione
La serie è creata da Gianrico Carofiglio, che ha anche firmato la sceneggiatura insieme ad Antonio Leotti, Doriana Leondeff e Oliviero Del Papa, diretta da Alessandro Casale e prodotta da Clemart in collaborazione con Rai Fiction e Latina Film Commission. Inoltre, è tratta dai romanzi dello scrittore Gianrico Carofiglio, editi da Einaudi.

### Riprese
Le riprese della serie si sono svolte dal 20 maggio al 30 luglio 2022: in particolare a Sabaudia, in provincia di Latina e dal 21 giugno al 30 luglio 2022 a Bari (in particolare nel comune di Mola di Bari), capoluogo della Puglia.

## Promozione
La serie è stata presentata in anteprima a Bari il 2 aprile 2023 da Gianrico Carofiglio e da Alessio Boni, presso la Bari International Film&TV Festival. Inoltre, la conferenza stampa si è svolta il 21 novembre dello stesso anno alle ore 12:00.